# Charles-Pierre de Savalette de Magnanville
 (août 2021).
Si vous disposez d'ouvrages ou d'articles de référence ou si vous connaissez des sites web de qualité traitant du thème abordé ici, merci de compléter l'article en donnant les références utiles à sa vérifiabilité et en les liant à la section « Notes et références ».
Charles-Pierre de Savalette de Magnanville, né le 11 novembre 1713 et mort le 22 février 1797, est un magistrat et administrateur français, intendant de la généralité de Tours.

## Biographie
Fils du financier Charles Savalette, il est avocat du roi au Châtelet de Paris en 1732, conseiller au parlement de Paris en 1736, maître des requêtes en 1738, intendant de la généralité de Tours de 1745 à 1756, puis garde du Trésor royal en 1756, conseiller d'État.
Après la mort de son père, il hérite du château de Magnanville qu'il revend plus tard à Philippe-Guillaume Tavernier de Boullongne en se réservant le droit de porter à vie le titre de Seigneur de Magnanville.  

## Théâtre de Société
À partir de 1765, il prend en location le château de la Chevrette, à Deuil-la-Barre.  Il organise avec les membres de sa famille, notamment la Marquise de Gléon, un théâtre de société qui devient un des plus renommés de son temps.  On y joue notamment la première adaptation française de Roméo et Juliette, écrit par François-Jean de Chastellux.  Charles Pierre de Magnanville lui-même écrit une pièce fort appréciée : Les orphelines. Le petit théâtre ferme définitivement en 1779 après la mort de sa fille, Madame de Pernan, et il cesse de louer le château.

## Descendance

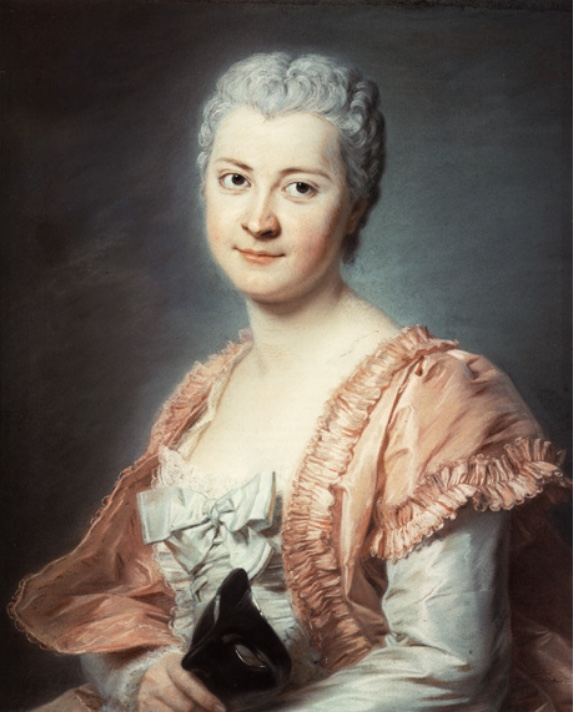
Portrait présumé de Mme Savalette de Lange, née Marie-Émilie Joly de Choin.

Charles-Pierre Savalette de Magnanville épouse Marie-Émilie Joly de Choin dont il a cinq enfants :
1. Charles-Pierre-Paul Savalette de Langes (1749-1797)
2. Adélaïde-Thérèse, épouse Thyroux de Gerville.
3. Louise-Sophie, épouse Dampierre d'Ornoy.
4. Charlotte-Émilie-Olympe, épouse Dupleix de Pernan.
5. Jean-Baptiste-François[4], mort en 1754 à l'âge de 4 ans[5].

## Sources
- Mémoires de la Société archéologique de Touraine, 1884